# 楊リンチェンキャプ
楊リンチェンキャプ（Yang Rinchen skyabs、生没年不詳）は、13世紀後半にモンゴル帝国（大元ウルス）に仕えたチベット仏教僧の一人。一般的に「南宋諸帝の発陵（南宋歴代皇帝の陵墓を暴いたこと）」に代表される、数々の悪事を働いたチベット仏教僧として知られる。ただし、近年の研究では様々な要因、とりわけその主君たるクビライへの批判を避けるため、ことさらに悪印象を押し付けられたのではないか、と見る説もある。
漢字表記は「楊璉真加（yáng liánzhēnjiā）であるが、「楊」は漢人風の姓、「璉真加」はチベット語名（ワイリー方式：Rin-chen-skyabs; 蔵文拼音：རིན་ཆེན་སྐྱབས་）を音写したものとみられる。

## 生涯

### 江南への赴任

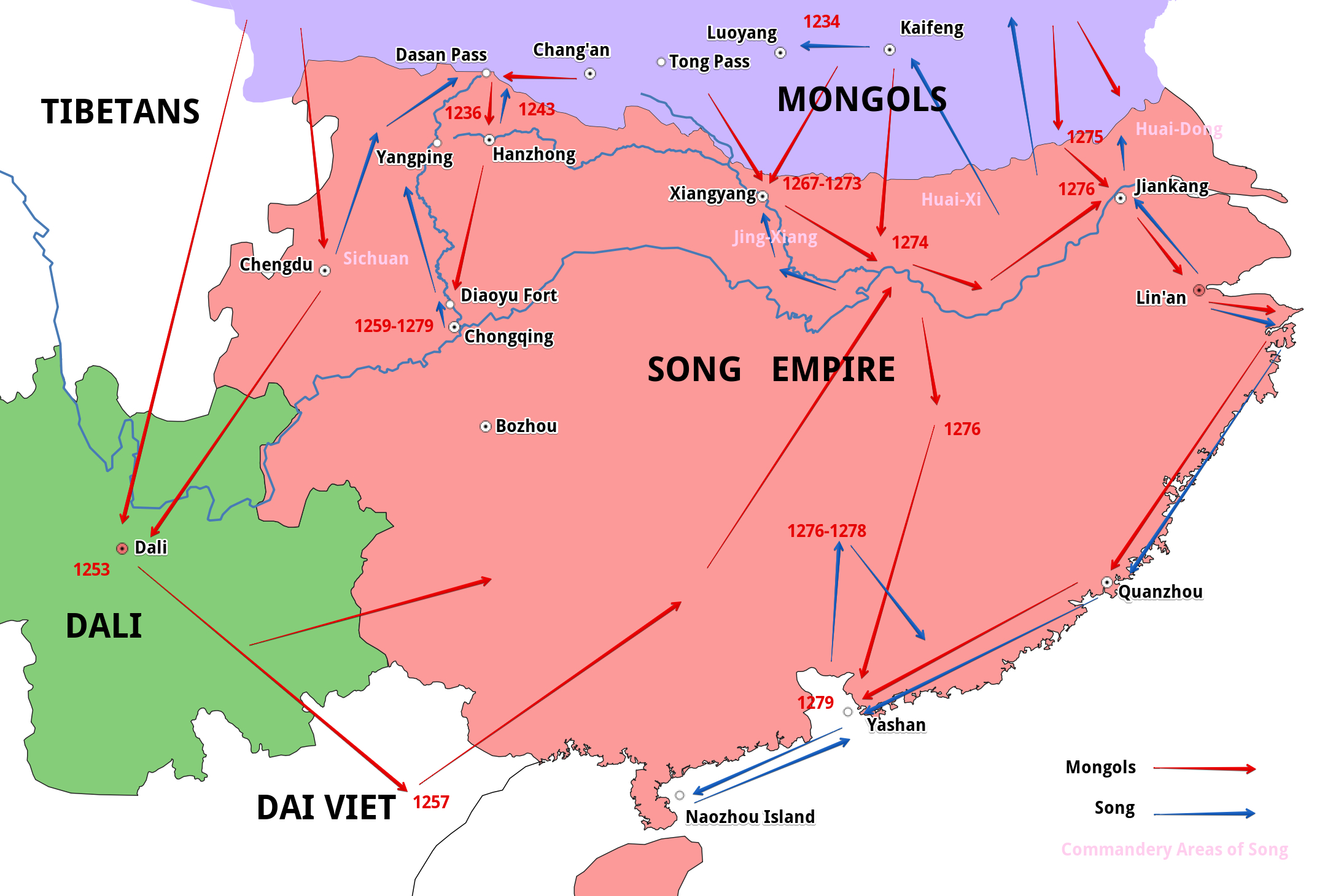
モンゴル軍の南宋征服

楊リンチェンキャプの事績について『元史』釈老伝に記載があるが、これは仕官の経緯や楊リンチェンキャプの生没年すら記さず、ただ楊リンチェンキャプの悪行を書き連ねるという列伝の体裁をなしていないものである。よって、楊リンチェンキャプの出自については確かな情報が全く残っておらず、不明な点が多い。楊リンチェンキャプが史料上に初めて現れるのは至元14年（1277年）2月のことで、この時楊リンチェンキャプは江南釈教総摂に任命されて南宋の旧都杭州に赴任した。この丁度1年前に杭州（臨安）はバヤン率いるモンゴル軍に投降したばかりであり、この頃急速に進められていた旧南宋領占領政策の一環としての赴任であったとみられる。
その後、経緯は不明であるが杭州の飛来峰呼猿洞の向かいにある永福寺を手中に収め、遅くとも至元16年（1279年）より「永福大師」という称号を名乗るようになった。『至元弁偽録』によると、楊リンチェンキャプはこの永福寺を拠点に至元22年（1285年）春から至元24年（1287年）の3年に渡って仏寺を30カ所に渡って建設し、道士7,800人を仏教僧に転向させたという。

### 発陵事件

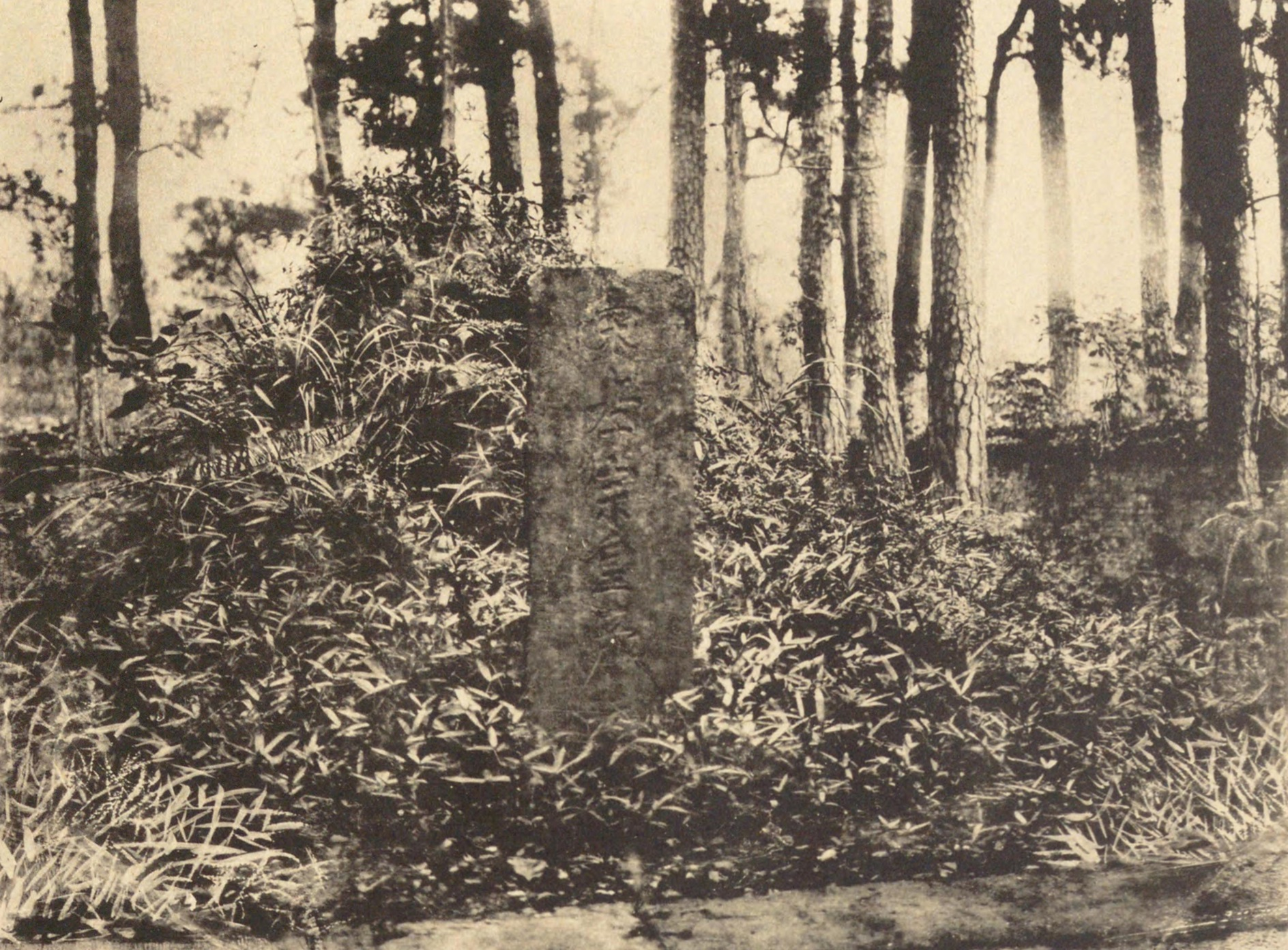
南宋孝宗の永阜陵址（1918年撮影）

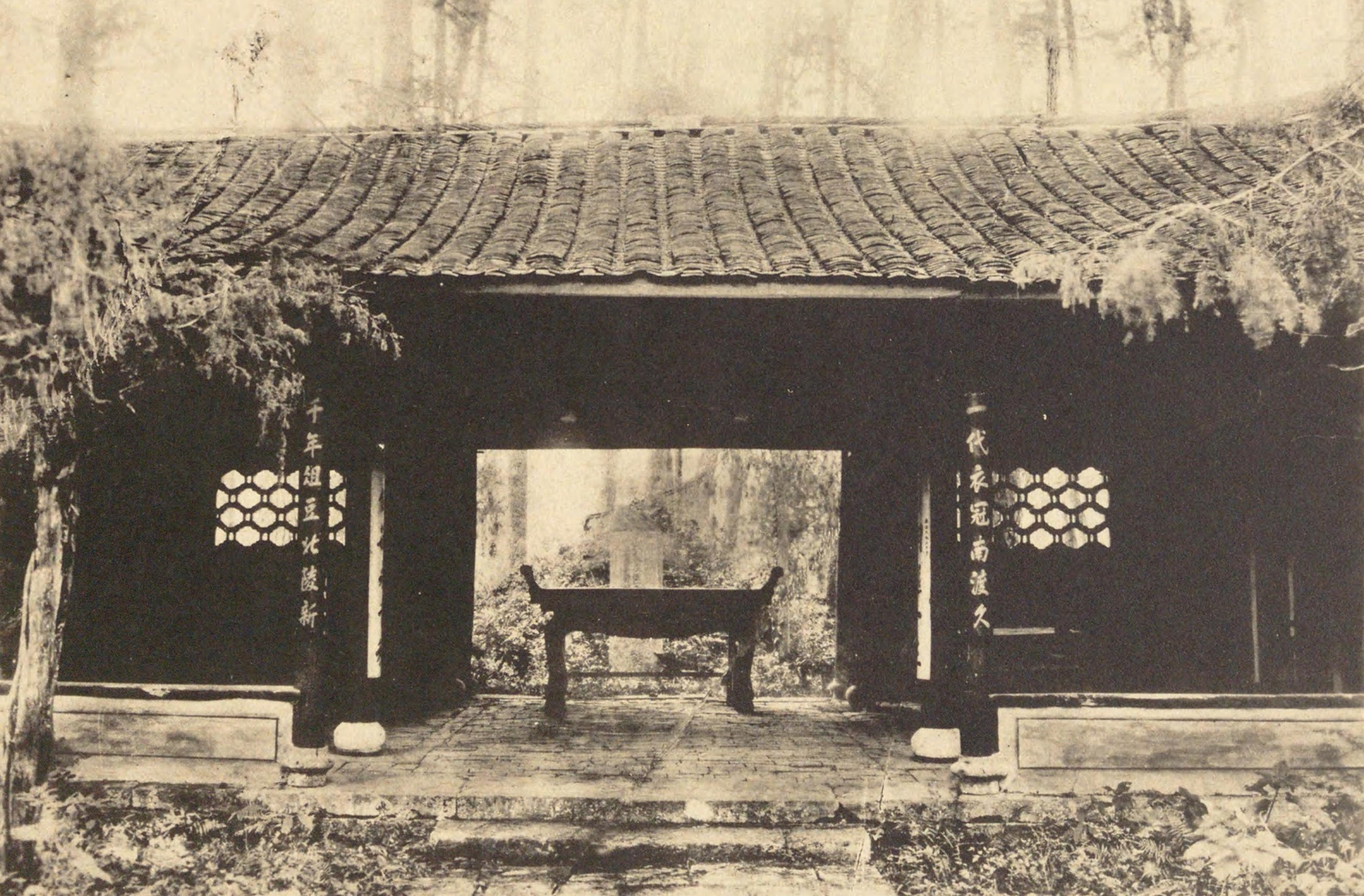
南宋理宗の永穆陵址の享殿

後述するように南宋諸帝の発陵にかかる記録は多数あるが、その多くは客観的な事実を述べているとは言い難いものも多いため、以下には正史たる元史の記述に従って事の経緯を記す。
まず、『元史』に関連する記述が現れるのは至元21年（1284年）9月のことで、この時楊リンチェンキャプは南宋帝陵から発掘した宝物でもって「天衣寺」を修繕せんことを請い、クビライの承認を得たとされる。この記述によって、遅くと至元21年以前、楊リンチェンキャプによる「発陵」が段階的に行われていたことが確認される。また、建国の功臣チャガンの子孫であるイレグ・サカルが至元21年以前、楊リンチェンキャプを弾劾したとの記録もあり、この頃既に知識人の間で楊リンチェンキャプに対する悪評が広まっていたことは確実なようである。
続けて至元22年（1285年）1月、当時の宰相サンガを通じて楊リンチェンキャプは「かつて南宋は会稽の泰寧寺を壊して寧宗らの陵墓を建設し、また銭塘の龍華寺を破壊して南郊を建設した。今、泰寧寺・龍華寺を復興して皇帝・皇太子（皇上・東宮） のため祈祷すること」を請い、これを承認したクビライの勅令によって南郊の破壊と寺院の建設は実施された。この直後、楊リンチェンキャプは至元23年（1286年）にまだ江南に残っていた南宋宗室の召喚に携わっており、このことは一連の楊リンチェンキャプによる施策が南宋政権の人員や施設の処理を目的としていたことを示している。
更に、これに並行して至元14年（1277年）に焼失した南宋故宮の跡地において、楊リンチェンキャプの指示の下に至元22年（1285年）より「仏塔」と「大寺｣ の建設が急速に行われ、至元25年（1288年）2月丙午には「塔一」「寺五」が完成している。この「寺五」は「大報国禅寺」「興元教寺｣「般若寺」「小林寺」「尊勝寺」と名付けられ、それぞれ順番に禅宗・天台宗・白雲宗・慈恩宗・チベット仏教の寺院とされた。また、「塔一」については「尊勝」と名付けられたチベット仏教式仏塔であったとされ、チベット仏教寺院とされた「尊勝寺」に付随するものであった。この ｢尊勝塔」はチベット仏教において釈迦の生涯を象徴する八大仏塔の一つであるrNam rygal mchod rtenの漢訳であるとみられ、後述するように楊リンチェンキャプが江南で行った所業を象徴するものとして現地の文人からは見なされていた。
しかし至元28年（1291年）1月に後ろ盾であるサンガが失脚すると、楊リンチェンキャプのそれまでの所業も糾弾されるようになった。まず同年5月に楊リンチェンキャプによる官物の盗用が追及され、続いて6月丙戌には楊リンチェンキャプの権勢に頼って税を逃れていた者たちからの徴税が実施された。10月にはサンガの与党であった楊リンチェンキャプ・シハーブッディーン・ウマルらの妻が拘束された上、楊リンチェンキャプ自身も同年11月の「楊リンチェンキャプらサンガの党与はあるいは獄に繋がれ、あるいは釈放されている」という記録により一旦は捕縛されたようでもあるが、実際にどのような処遇を受けていたかは記録がない。
そして至元29年（1292年）3月、遂に発陵に関して「楊リンチェンキャプはサンガに賄賂することで南宋の諸陵を発掘してその宝玉を取り、その他にも塚101カ所を暴き、4名の人命を損ない、鈔11万6千2百錠・田2万3千畝・金銀・珠玉・宝器を詐略した」ことを糾弾され、中書省・御史台の諸臣は典刑に処して以て天下に示すことを請うたが、クビライは人口・土田の没収にとどめるよう指示し死罪は免れたという。一連の楊リンチェンキャプに対する糾弾で注目すべきは、罪科として挙げられているのはあくまで違法蓄財・財物横領であって、朝廷において発陵そのものについては問題とされていない点である。総じて、官選史書たる『元史』では「発唆」が一貫して政権の公認の下行われたと示されているが、このことはモンゴル朝廷が「発陵」を問題のある行為と認識していなかったことを示唆する。これは単にモンゴル政権が江南社会の実情に無理解であったというだけではなく、そもそも遺体の埋葬に対する文化的背景の違い、何より「発陵」を「旧政権の残滓の処分」という文脈で理解していたことによると考えられる。

### 晩年

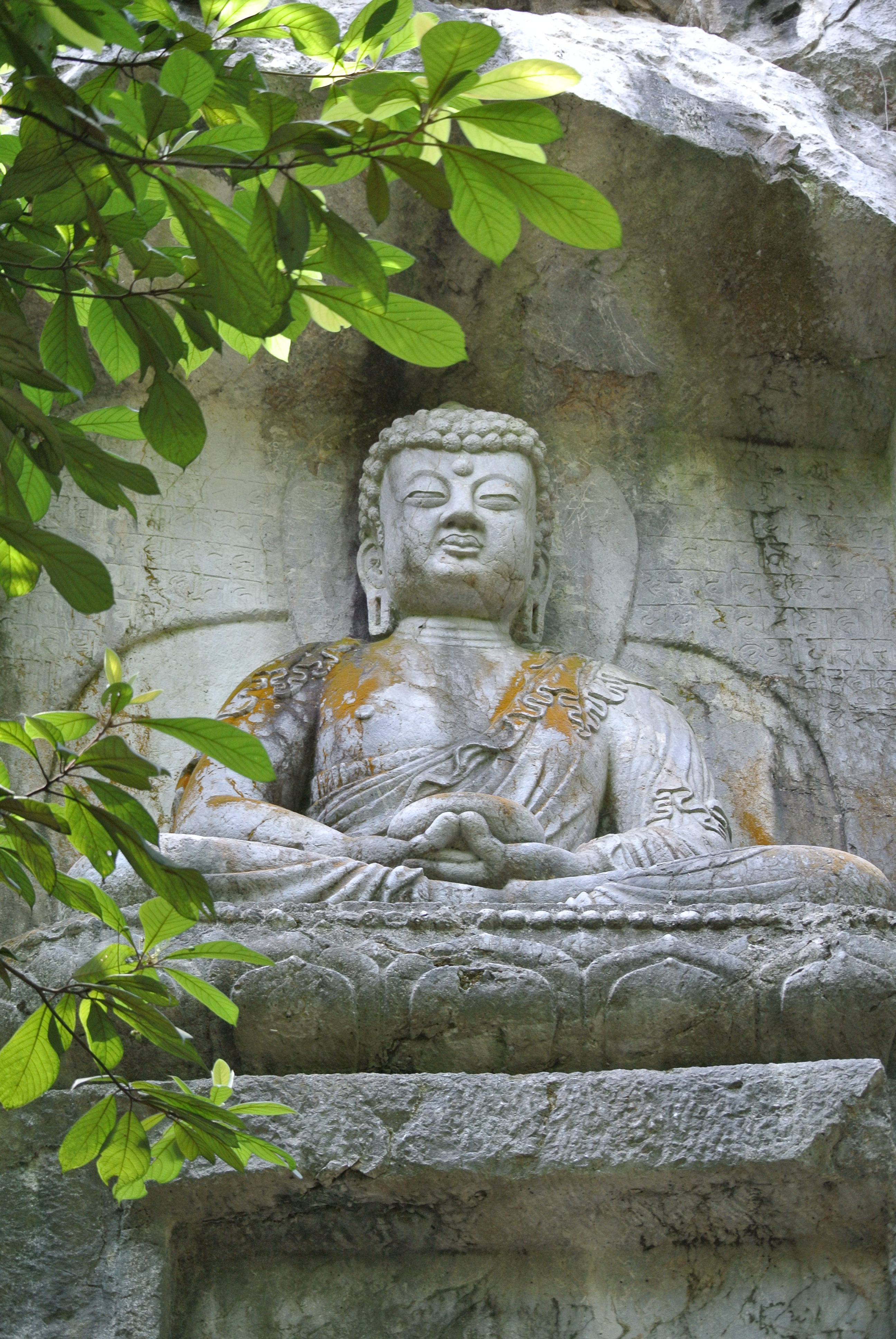
飛来峰の至元26年無量寿仏像

先述したように、「発陵」に関する事以外の楊リンチェンキャプの動向についてはほとんど記録がなく、その没年についても知る手がかりはない。かつては至元28年（1291年）1月時点で検挙され、至元29年（1292年）初頭には死去していたとも考えられていたが、いずれも明確な根拠があるわけではなく推測に過ぎない。
近年、チベット史研究者の乙坂智子は飛来峰に現存する仏像に1289年（至元26年）と1292年（至元29年）付けの碑文があることを紹介し、至元29年時点でも楊リンチェンキャプが仏像を建立できるほどの権勢を保っていたと指摘している。また、同じく飛来峰には「至元壬辰二十九年七月伸秋吉日」付けの「阿弥陀仏三尊像」「無量寿仏三尊像｣「多聞天王像」が現存しており、これらの仏像は「大元功徳主資政大夫行宣政院使楊」なる人物が建立したと記される。「大元功徳主資政大夫行政院使楊」と「楊リンチェンキャプ」は同姓の別人であるとも考えられるが、これらの仏像碑文の内容は前述の碑文と酷似しており、少なくとも楊リンチェンキャプと関わりの深い人物であったことが想定される。もしこれらの仏像が楊リンチェンキャプの承認の下で作成されたものならば、至元29年7月の時点でもなお楊リンチェンキャプは健在であったことになる。なお、飛来峰には楊リンチェンキャプら3人と伝えられる石像もあったが、明代（16世紀）に破壊されたと伝えられている。
なお、楊リンチェンキャプの失脚後も息子の楊暗普が至元30年（1293年）に江浙行省左丞相に任命されており、この人事自体が楊リンチェンキャプの事績全てが否定されるものでないと朝廷が認識していたことを示唆する。ただし、ただでさえ楊リンチェンキャプに対する反発が根強い江浙地方にその息子を派遣することは現地住民の感情を逆なでするようなものであり、僅か3カ月後に「江南の民の楊リンチェンキャプを怨むを以て」この人事は撤回されている。いずれにせよ、クビライが直々に死罪を免除したように楊リンチェンキャプは必ずしも悲惨な最期を遂げたわけではないようだが、後世の著作では「発唆」に対する応報として無残な死を遂げたと語られることが多い。

## 漢人知識人による記録

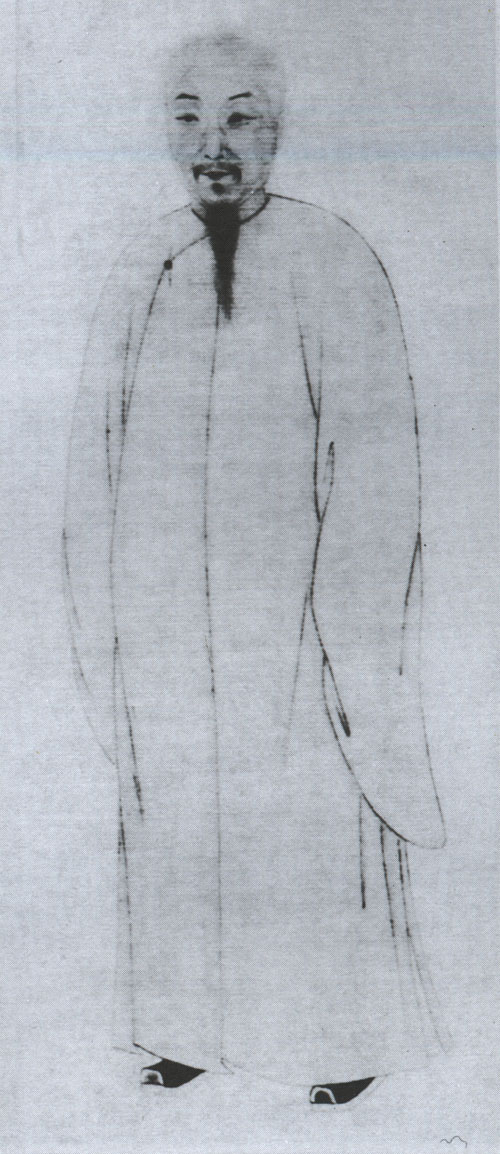
蒋士奇

大徳2年（1298年）に亡くなった周密は『癸辛雑識』続集上「楊発陵」の中で「人々は皆発陵のことについて知っているが、その詳細な内容については知らない。余はたまたま当時の互告状を写しとったため、その首尾を知ることができた」と前置きした上で、この「発陵」のそもそもの発端が天衣寺の僧福聞が泰寺の僧を巻き込んで「楊髠（＝楊リンチェンキャプ）」を誘ったことにあるとする。この記述は「発陵で得られた財宝で天衣寺を修復した」とする『元史』の記述と使用するが、一方で「発陵」の責任は全て「仏教僧たち」にあり政権は関与していなかった、とする点は『元史』と明確に異なる。
また、『清容居士』巻32所収の袁桷による趙与旹への追悼文では、『癸辛雑識』と同様に「矯詔（皇帝の命令の書き替え）」によって「発陵」が行われたとされ、やはり政椎側には責任がないことを示している。しかしこの記述はそれ自体が大罪である「矯詔」に対する処罰が記されないなど不自然なものであり、『元史』に関連する記述が見られないことから、事実とは認めがたい。『癸辛雑識』との違いとして、袁桷の記述は不正が政権の中枢（サンガ）によって行われたとする点で政権批判につながるきわどい筋書きだが、あえてクビライを登場させてその無罪を強調することで補っていると言える。なお、「発陵はサンガの矯詔によって行われた」という筋書きは後世にも継承され、『新元史』にも採用されるに至っている。
元末に編算された『南村輟耕録』所収の「唐義士伝」は至っては、もはや発陵の背景については問題とされず、楊リンチェンキャプの悪辣さと唐珏（＝唐義士）の義挙が強調される。内容としては「発陵」の後に密かに遺骨を集め弔うという義挙を行った唐珏が幸福な余生を送ったとする因果奇跡諢であり、もはや史実の「発陵」とはかけ離れた筋書きとなっている。更に「唐義士伝」で特筆されるのは「事情を知った皇帝が激怒して楊リンチェンキャプを捕らえさせた」とする点で、ここで大元ウルス朝廷は「発陵」に対して完全に無罪であるという認識が示されている。
更に時代が下って清代に入ると蒋士奇は『冬青樹』の中で「唐義士伝」を題材とした史劇を著し、「義挙によって幸福な生涯を送った唐珏」と「発陵を行ったことによる天罰を受け非業の死を遂げた楊リンチェンキャプ」という分かりやすい勧善懲悪の筋書きは広く受け容れられるに至った。
総じて「発陵」は本質的には「旧政権の残滓の処分」という目的のため政府の公認の下実施されたものであって、「楊リンチェンキャプ個人の私利私欲によって起こされた悪逆非道な事件である」という理解は後世に形作られたものであることには注意が必要である。楊リンチェンキャプの所業は漢民族言論界に衝撃を与え、新興の宗教勢力たるチベット仏教僧への認知度を悪い方向に一挙に持ち上げた。漢民族言論人たちが、ときに非合理的な言述さえいとわず楊リンチェンキャプの奸悪を言いつのったのは、死生観というある社会の精神性の基底に横たわる観念に著しく抵触したことにより「異端｣への反発の次元を越えてより根源的な反発を惹起したためであると言える。

## 尊勝塔＝鎮南塔

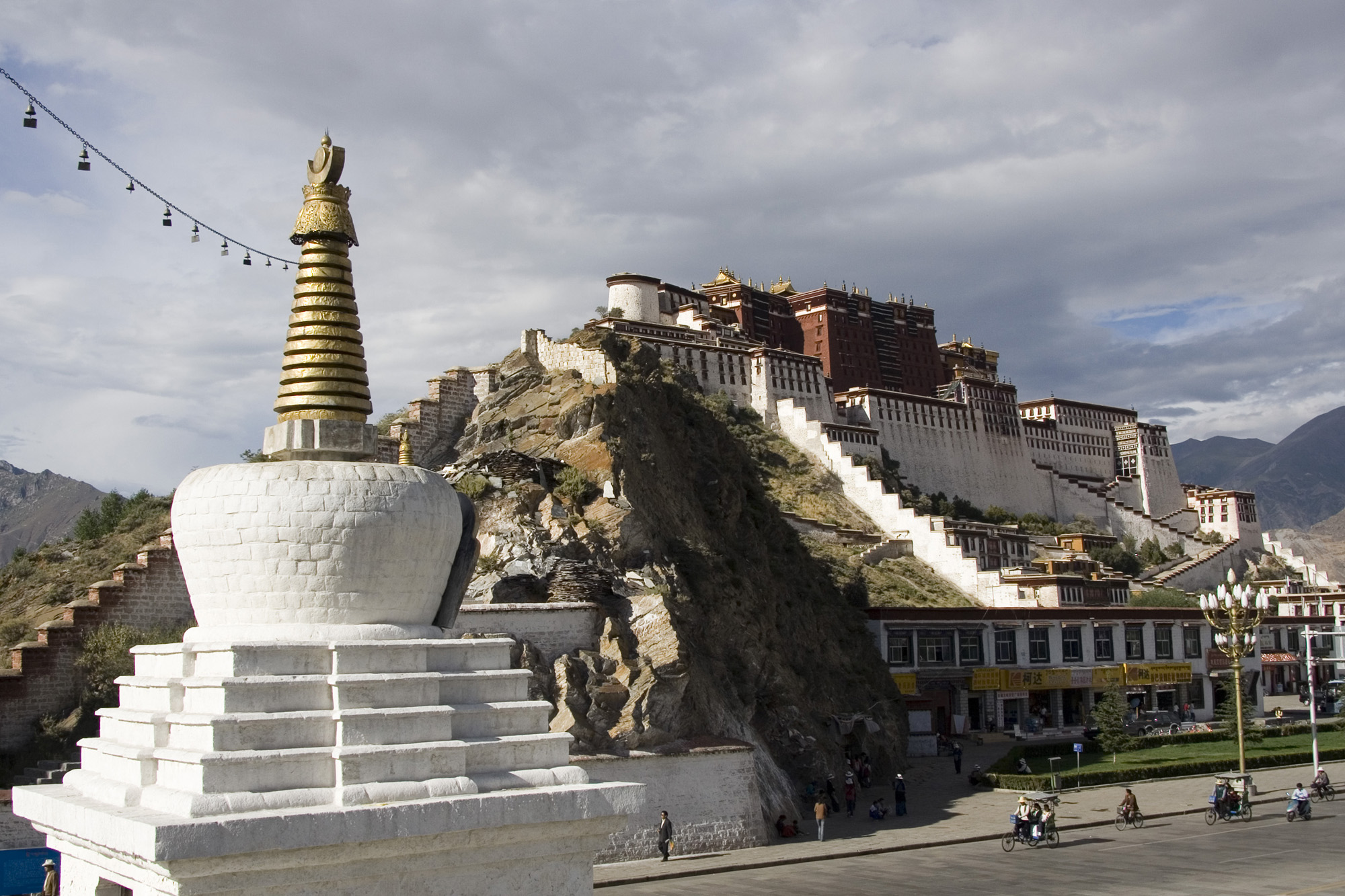
チベット仏教式仏塔

同時代の文人が楊リンチェンキャプと彼の行った「発陵」をどう見ていたかは、楊リンチェンキャプが南宋故宮跡地に築いた「白塔」にかかる言論に象徴的に示されている。先述したようにこの白塔はチベット仏教に由来する「尊勝塔」という名称で呼ばれていたが、後世の漢人知識人からは｢鎮南塔｣とも呼ばれていた。これは『南村輟耕録』の「楊リンチェンキャプは陵墓の南宋諸帝の骨を集め、『塔を築いてこれを圧し、鎮南と名付けた』｣という記述に由来し、そもそもは固有名詞として「鎮南塔」と名付けられたものではなかったが、後世の著作ではこの名称が定着していった。『南村輟耕録』の記述がそもそも奇跡譚である以上この逸話は創作でしかないが、ここで南宋陵墓に「鎮南塔」によって「圧し』なければならない力があること、チベット仏教僧の側にも「圧しうる」呪術的な力があることを間接的に認めていることは注目される。
この尊勝塔＝鎮南塔は知識人の間で著名な存在であったようで、郭界は至大元年（1308年）10月18日に「万寿尊勝塔寺」を訪れ、楊リンチェンキャプの立てた「西番仏塔（＝尊勝塔）」を見物したと記録する。この時、郭界は南宋の進土題名石や故宮の石材が石積みに使われていること、龍鳳の彫刻が施された資材の散乱への寂寥感を示し、また「白塔を通じて南宋故宮を望見した｣ともいう。このような郭界の記述は、まさしくこの仏塔が南宋政権の権力表彰の否定を象徴していたことを如実に語っている。
その後の記録によると、尊勝塔＝鎮南塔は至順2年（1331年）に雷火によって損壊し、最終的に元末の群雄である張士誠が城を築くに当たって完全に破壊されたという。しかし後世の著作では雷火による損壊と張士誠の破壊を混同し、やがて雷火すなわち「天の応報」によって仏塔は破壊されたとの認識が定着してゆく。
「鎮南塔｣にまつわる言説は、この仏塔を旧漢民族政権の皇帝を封圧するための呪術的装置と見なした上で、天の感応力による災異によって破壊されるという結末を求めるものである。このような言説は「鎮南塔｣のみならず他のチベット仏教式建築にも向けられており、大都聖寿万安寺の「白塔」が雷雨で焼け落ちた事件が『元史』五行志に収録されているのも、まさに同じような背景があったためと考えられる。

## 「発陵」に対する認識
チベット史研究者の乙坂智子は、楊リンチェンキャプによる様々な施策は本質的に「被征服者（＝旧南宋臣民）の中から政権と利害を一致させる集団（＝江南仏教界）を掴みだし、彼らの権益を保護するという形をとりながら旧政権の残痕を処理するもの」であったが、漢人社会の文人からは「異端の仏教僧による反儒教（漢人）的政策」として読み替えられ、「政権批判｣ の枠を超えた倫理的な問題として糾弾対象になっていったと総括する。楊リンチェンキャプの行った施策は「旧政権の残痕の処理」という点で政権（＝クビライ）の承認を得た公的な事業という性格を有していたが、発陵への批判が高まるにつれ政権への直接的批判を避けるため楊リンチェンキャプ個人の悪行として位置づけられていき、後世の「稀代の悪僧・楊リンチェンキャプ」 という評価が定着していったようである。
「発陵」にまつわる言論の後世への影響として注意すべきは、大元ウルスが「儒教的規範において正当な君主たることが、チベット仏教を媒介として生起する何らかの奇跡的現象によって証明される｣ という論理を打ち立てていったことと、楊リンチェンキャプによる発陵事件を巡る漢民族知識人の言論が連動していることである。すなわち、楊リンチェンキャプを批判する言辞の中で「楊リンチェンキャプは天による応報を受けたこと」の裏返しとして間接的に「楊リンチェンキャプは天人たる皇帝の王気を封じる能力を有していた｣ ことが認められており、中国皇帝位に関わる神秘的能力をチベット仏教僧が有していたことが暗黙の内に共有されている。「儒教的正当性」が「チベット仏教的奇譚」によって裏付けられるという論理はこうして漢民族知識人の間にも共有されていき、後に明朝皇帝もチベット仏教を重視するようになるのはこのような論理的背景があったためと指摘されている。